# Miloš Kosanović
Miloš Kosanović (serbisch-kyrillisch Милош Косановић; * 28. Mai 1990 in Čonoplja) ist ein serbischer Fußballspieler.

## Karriere

### Verein
Kosanović durchlief die Nachwuchsabteilungen der Vereine Sloga Čonoplja, FK Mladost Apatin und FK Vojvodina. 2007 begann er seine Profikarriere bei FK Mladost. Ab 2010 setzte er mit seinem Wechsel zum polnischen Verein KS Cracovia seine Karriere fortan im Ausland fort. Nach vier Spielzeiten zog es ihn zum belgischen Verein KV Mechelen. Nach eineinhalb Spielzeiten wechselte er innerhalb der Liga zu Standard Lüttich.
Für die Spielzeit 2017/18 wurde er in die türkische Süper Lig an Göztepe Izmir ausgeliehen, so dass er in der Saison 2018/19 wieder im Kader von Standard Lüttich stand. Est ab November 2018 kam es wieder zu tatsächlichen Spieleinsätzen für ihn.
Mitte August 2019 wechselte Kosanović zu Al-Jazira Club in die Vereinigten Arabischen Emirate. Am Ende der Saison 2020/21 feiert er mit dem Verein die Meisterschaft. 2021 gewann er mit dem Klub den Super Cup. Für den Erstligisten aus Abu Dhabi bestritt er 76 Ligaspiele. Hierbei schoss er elf Tore. Anfang Oktober 2023 ging er nach Ungarn. Hier schloss er sich dem Erstligisten Újpest Budapest an. Für den Verein aus der Hauptstadt Budapest bestritt er neun Ligaspiele. Ende Dezember 2023 wurde sein Vertrag nicht verlängert.
Anfang Januar 2024 ging er wieder in die Vereinigten Arabischen Emirate. Hier nahm ihn der Erstligist Adschman Club unter Vertrag.

### Nationalmannschaft
Kosanović startete seine Nationalmannschaftskarriere 2012 mit einem Einsatz für die serbische U-21-Nationalmannschaft. Ab 2015 spielte er für die serbische Nationalmannschaft.

## Erfolge
Standard Lüttich
- Belgischer Pokalsieger: 2016

Al-Jazira Club
- Meister der Vereinigten Arabischen Emirate: 2020/21
- UAE Arabian Gulf Super Cup: 2021